# Vũ Hoài Nam
Vũ Hoài Nam là nam đạo diễn, nhà sản xuất phim hoa học người Việt Nam, hiện đang là Phó Trưởng phòng Phim Tài liệu thuộc Trung tâm phim Tài liệu và Phóng sự, Đài Truyền hình Việt Nam. Vũ Hoài Nam được phong danh hiệu Nghệ sĩ ưu tú năm 2015.
Năm 2019, ông là thành viên Ban giám khảo hạng mục Phim tài liệu và khoa học của Liên hoan phim Việt Nam lần thứ 21.

## Tác phẩm

### Vai trò đạo diễn
- 2007: 24 giờ ở Côn Đảo
- 2009: Cá rạn san hô
- 2010: Mùa sinh ở biển
- 2011: Mùa chim làm tổ
- 2012: Những gia đình ở Tràm Chim
- 2015: Vận động hoàn hảo
- 2014: Sinh ra trong mùa nổi
- 2016: Câu chuyện ngôi nhà
- 2019: Ma túy không dược chất
- 2021: Rác chìm
- 2022: Tại sao nghiện
- 2024: Voi sắt Điện Biên[4]

### Vai trò quay phim
- 2018: Những cư dân của tự nhiên

## Giải thưởng

### Giải cho cá nhân
| Năm  | Giải thưởng         | Hạng mục      | Đề cử cho          | Tác phẩm                   | Kết quả   | Chú thích   |
| ---- | ------------------- | ------------- | ------------------ | -------------------------- | --------- | ----------- |
| 2013 | Giải Cánh diều 2012 | Phim khoa học | Đạo diễn xuất sắc  | Những gia đình ở Tràm Chim | Đoạt giải | [ 5 ] [ 6 ] |
| 2016 | Giải Cánh diều 2015 | Phim khoa học | Đạo diễn xuất sắc  | Vận động hoàn hảo          | Đoạt giải | [ 7 ]       |
| 2017 | Giải Cánh diều 2016 | Phim khoa học | Đạo diễn xuất sắc  | Câu chuyện ngôi nhà        | Đoạt giải | [ 5 ]       |
| 2019 | Giải Cánh diều 2018 | Phim khoa học | Quay phim xuất sắc | Những cư dân của tự nhiên  | Đoạt giải | [ 8 ]       |

### Giải cho phim
| Năm  | Giải thưởng                        | Tác phẩm                               | Kết quả        | Chú thích   |
| ---- | ---------------------------------- | -------------------------------------- | -------------- | ----------- |
| 2008 | Giải Cánh diều 2007                | 24 giờ ở Côn Đảo                       | Cánh diều Bạc  | [ 9 ]       |
| 2011 | Giải Cánh diều 2010                | Mùa xuân ở biển                        | Cánh diều Vàng | [ 10 ]      |
| 2012 | Giải Cánh diều 2011                | Mùa chim làm tổ                        | Cánh diều Bạc  | [ 11 ]      |
| 2013 | Giải Cánh diều 2012                | Những gia đình ở Tràm Chim             | Cánh diều Vàng | [ 5 ] [ 6 ] |
| 2015 | Giải Cánh diều 2014                | Sinh ra trong mùa nổi                  | Cánh diều Bạc  | [ 12 ]      |
| 2016 | Giải Cánh diều 2015                | Vận động hoàn hảo                      | Cánh diều Bạc  | [ 7 ]       |
| 2017 | Giải Cánh diều 2016                | Câu chuyện ngôi nhà                    | Cánh diều Bạc  | [ 5 ]       |
| 2019 | Giải Cánh diều 2018                | Những cư dân của tự nhiên              | Bằng khen      | [ 13 ]      |
| 2021 | Giải Cánh diều 2019                | Ma túy không dược chất                 | Cánh diều Bạc  | [ 14 ]      |
| 2022 | Giải Cánh diều 2021                | Rác chìm                               | Cánh diều Bạc  | [ 15 ]      |
| 2009 | Liên hoan phim Việt Nam lần thứ 16 | Sinh vật biển Việt Nam - Cá rạn san hô | Cánh diều Bạc  | [ 16 ]      |